# SOLAS
SOLAS (engelska: International Convention for the Safety of Life at Sea) är en internationell konvention för säkerhet för människoliv till sjöss. Konventionen reglerar många aspekter av sjöfarten, bland annat hur fartyg skall vara konstruerade och utrustade, i synnerhet vad gäller livräddning, eldsläckning och radioutrustning, hur last skall hanteras och hur resan skall planeras och ledas. Förutom bestämmelserna om enskilda fartyg regleras besiktning, sjöräddningsverksamhet med mera.
De flesta regler i SOLAS gäller endast fartyg i internationell fart som antingen räknas som passagerarfartyg eller har en bruttodräktighet på minst 500. Som passagerarfartyg räknas fartyg som tar mer än 12 passagerare, spädbarn undantagna.
Reglerna för hur fartyg skall vara konstruerade omfattar allt från brandskydd till stabilitet. I SOLAS regleras transport av farligt gods av alla typer. Bland annat krävs att godset ska vara klassificerat och att särskilda uppgifter om godset ska finnas med vid transporten. SOLAS ställer också krav på hur fartyg som transporterar farligt gods ska vara konstruerade och utrustade.
Vid en hamnstatskontroll kontrolleras bland annat efterlevnaden av SOLAS. SOLAS står för "Safety Of Life At Sea".

## Konventionens struktur
Konventionen består av tretton artiklar om konventionen, ikraftträdande med mera, själva bestämmelserna i åtta kapitel samt en bilaga med säkerhetsdokument,
De olika kapitlen innehåller bestämmelser enligt följande
```
I Allmänna bestämmelser
  A Tillämpning, definitioner o.s.v.
  B Besiktning och intyg
  C Olyckor
II-1  Konstruktion - indelning i avdelningar, stabilitet, maskin och el
  A Allmänt
  B Indelning i avdelningar och stabilitet
  C Maskiner och el
II-2 Konstruktion - brandsäkerhet
  A Allmänt
  B Brandsäkerhetskrav för passagerarfartyg med fler än 36 passagerare
  C Brandsäkerhetskrav för passagerarfartyg med högst 36 passagerare
  D Brandsäkerhetskrav för lastfartyg
  E Brandsäkerhetsåtgärder på tankfartyg
  F Speciella brandsäkerhetsåtgärder på äldre passagerarfartyg
III Livräddningsutrustning med mera
  A Allmänt
  B Endast passagerarfartyg
  C Endast lastfartyg
IV Radiotelegrafi och radiotelefoni
  A Tillämpning och definitioner
  B Radiovakt
  C Tekniska krav
  D Radiodagböcker
V Sjöfartens säkerhet
VI Transport av spannmål
  A Allmänt
  B Beräkningar
  C Stöd
VII Transport av farliga ämnen
VIII Atomkraftsdrivna fartyg

```

## Språk
Konventionen har uppgjorts på kinesiska, engelska, franska, ryska och spanska. Därtill finns officiella översättningar till arabiska, tyska och italienska. De förstnämnda är de som gäller i internationell rätt, de senare deponeras på samma sätt. Övriga översättningar har inte internationellt officiell status.